# Werkhausen
Werkhausen é um município localizada no distrito de Altenkirchen, na associação municipal de Verbandsgemeinde Altenkirchen, no estado da Renânia-Palatinado.

## População
| - 1815 – 126 - 1835 – 187 - 1871 – 187 - 1905 – 174 - 1939 – 162 - 1950 – 181 | - 1961 – 162 - 1965 – 179 - 1970 – 170 - 1975 – 170 - 1980 – 185 - 1985 – 173 | - 1987 – 159 - 1990 – 171 - 1995 – 184 - 2000 – 210 - 2005 – 231 |